# عبد المنعم شكري
عبد المنعم شكري (بالإنجليزية: Abdel Monem Shokry) مخرج ومهندس ديكور مصري من مواليد 4 يناير 1922 تخرج من كلية الآداب (قسم تاريخ) من جامعة القاهرة. التحق ببعثة مصرية في نهاية الستينات ليدرس الإخراج في موسكو وألمانيا وسويسرا مع زميله آنذاك الفنان محمود مرسي. بدأ حياته الفنية كمساعد مخرج مع عدد من المخرجين منهم أحمد بدرخان وحسن رمزي وعمر جميعي وأخرج عدد من الأفلام التسجيلية كان أولها «القاهرة عام 1952» عمل مخرج بالتلفزيون منذ بدء إرساله وله عديد من الافلام والمسلسلات.
توفي في 7 أبريل 1998 وكانت فترة نشاطه الفني ممتدة من 1939 وحتى 1990 وكان حصيلتها 56 في الإخراج و95 عملاً في الديكور وفي الإنتاج أشترك في أعمال إنتاج فيلم واحد فقط هو «غرام في الطريق الزراعي» عام 1971 وهو من إخراجه أيضاً.

## أهم أعماله في الإخراج
- فيلم «حرامي الحب» عام 1977 بطولة عادل إمام ونبيلة عبيد.[5]
- فيلم «دنيا» عام 1974 بطولة صلاح ذو الفقار ونيللي.[6]
- فيلم «المهم الحب» عام 1974 بطولة عادل إمام وناهد شريف.[7]
- فيلم «صباح الخير يا زوجتي العزيزة» عام 1969 بطولة صلاح ذو الفقار ونيللي.[8]
- فيلم «شهر عسل بدون ازعاج» عام 1968 بطولة حسن يوسف وناهد شريف.[9]
- فيلم «مجرم تحت الاختبار» عام 1968 بطولة حسن يوسف ونيللي.[10]
- مسلسل «العسل المر» عام 1966 بطولة شمس البارودي وسمير صبري.[11]

## وصلات خارجية
- عبد المنعم شكري على موقع IMDb (الإنجليزية)
- عبد المنعم شكري على موقع الدهليز
- عبد المنعم شكري على موقع قاعدة بيانات الأفلام العربية
- عبد المنعم شكري على موقع قاعدة بيانات الفيلم (الإنجليزية)
- عبد المنعم شكري على الدهليز
- عبد المنعم شكري نسخة محفوظة 6 أكتوبر 2021 على موقع واي باك مشين. على كاروهات